# Menkheperreseneb II
Menkheperreseneb II, hay Menkheperraseneb II, là một Đại tư tế của Amun đã phục vụ dưới triều đại của pharaon Thutmose III và Amenhotep II thuộc Vương triều thứ 18 trong lịch sử Ai Cập cổ đại.

## Gia đình
Menkheperreseneb II là con trai của người đánh xe ngựa tên Hepu và phu nhân Taiunet, nhũ mẫu của vua. Không rõ vợ con của Menkheperreseneb II, chỉ biết ông là cháu nội/ngoại của Đại tư tế Minnakht và phu nhân Nebetta. Điều này có nghĩa, Menkheperraseneb II là cháu gọi Menkheperreseneb I bằng cậu/chú/bác, người tiền nhiệm của ông. Cũng có thể, Menkheperreseneb II nhậm chức trước Menkheperreseneb I vì ngôi mộ TT112 của Menkheperraseneb II được xây trước ngôi mộ TT86 của Menkheperreseneb I.

## Chức vị, danh hiệu
Menkheperreseneb II nắm giữ nhiều chức vụ cấp cao trong triều. Những danh hiệu, chức vị mà Menkheperreseneb đã đảm nhận: "Đại tư tế của Amun, Người quản kho báu của Vua, Người quản kho thóc của Vua, Người cai quản các tư tế Thượng và Hạ Ai Cập".

## Ngôi mộ TT112
Menkheperraseneb II được chôn cất tại ngôi mộ TT112 ở Thebes. Trước đây, giới Ai Cập học vẫn tin rằng, có một Menkheperraseneb là chủ sở hữu của hai ngôi mộ TT86 và TT112, nhưng nhà Ai Cập học Peter Dorman đã chỉ ra rằng, có đến hai Đại tư tế đều mang tên Menkheperraseneb, và Menkheperreseneb I mới là chủ nhân của ngôi mộ TT86.

## Chứng thực

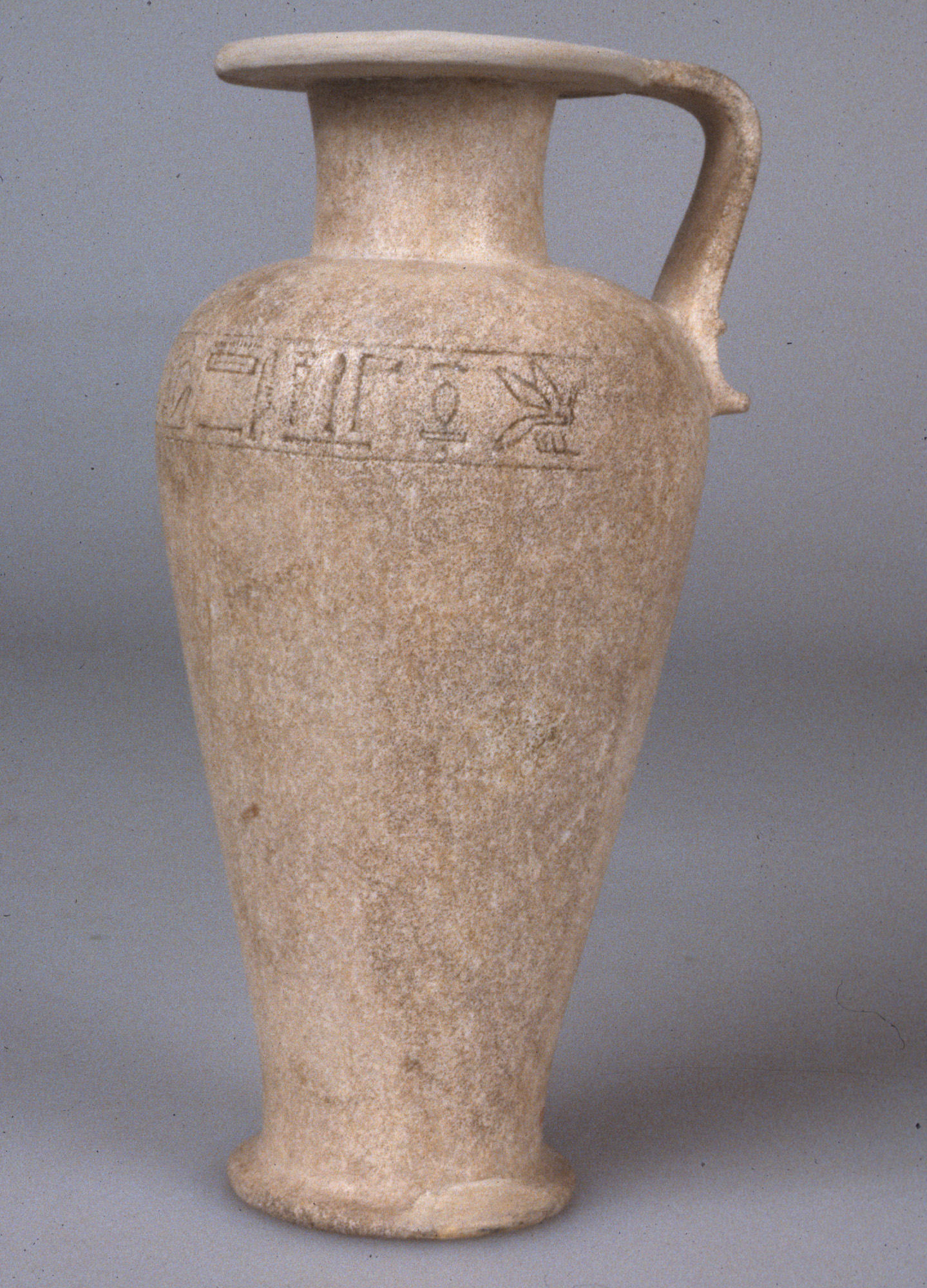
Bình đá vôi của Menkheperreseneb (Viện bảo tàng Mỹ thuật Metropolitan).

Cái tên Menkheperreseneb được chứng thực trên nhiều con dấu hình nón, cùng với danh hiệu Đại tư tế của Amun. Không rõ chủ nhân của chúng là Menkheperreseneb I hay II. Các con dấu này được lưu giữ rải rác tại nhiều bảo tàng trên khắp thế giới, như Đại học Cao đẳng London, Bảo tàng Nghệ thuật Metropolitan và Bảo tàng Khảo cổ học Bologna.
Ngoài ra còn một số hiện vật như một chiếc bình đến từ Saqqara (xem hình) và một con dấu bọ hung đều khắc tên Menkheperreseneb và danh hiệu Đại tư tế. Riêng con dấu bọ hung còn khắc một danh hiệu của Menkheperreseneb, là "Người trông coi tàu thuyền của Amun".
Một bức tượng của một Đại tư tế tên Menkheperreseneb được lưu giữ tại Bảo tàng Brooklyn (số hiệu 36613) có mang khung cartouche của Thutmose III, chắc chắn thuộc về một trong 2 vị Menkheperreseneb đang được đề cập, nhưng cũng không rõ ai là chủ nhân của nó.
Một bức tượng ngồi của một Đệ nhị Tư tế của Amun tên Menkheperraseneb, hiện được lưu giữ tại Bảo tàng Anh (BM 708), được tạc vào giai đoạn đầu sự nghiệp của một trong hai Menkheperraseneb đang nhắc đến, nhưng cũng có thể đề cập đến một cá nhân khác cùng tên.